# Ksawerów
Ksawerów è un comune rurale polacco del distretto di Pabianice, nel voivodato di Łódź.
Ricopre una superficie di 13,64 km² e nel 2004 contava 7 128 abitanti.